# Arthur-Dominique Rosaire
Arthur-Dominique Rosaire, né le 17 janvier 1879 et décédé le 26 février 1922, est peintre impressionniste et photographe canadien. Sa forme personnelle d'impressionnisme, utilise de larges coups de pinceau expressifs, inspiré de son professeur Maurice Cullen. Il modifie l'orthographe de son nom de famille dans les tableaux qu'il signe en raison d'une erreur d'impression dans un catalogue d'exposition du printemps de l'Art Association of Montreal de 1900.

## Carrière
Arthur Dominique-Rosaire naît à Montréal et étudie au Conseil des arts et manufactures du Québec au Monument National à Montréal avec Edmond Dyonnet. Après avoir obtenu son diplôme, Rosaire poursuit ses études à l'Association des arts de Montréal (AAM) avec William Brymner et Maurice Cullen. Cullen l'emmène faire des croquis dans les Laurentides et lui fait découvrir l'impressionnisme. Il expose ses œuvres aux expositions du printemps de l'Art Association of Montreal (1900-1917), à l'Académie royale des arts du Canada (1907-1920)  et au Canadian Art Club (1908) où il devient membre en 1910. C'est un peintre impressionniste dévoué, doté d'une écriture luxuriante et d'un fort empâtement dans ses croquis.

En 1915, on lui diagnostique la tuberculose  et en 1917, il déménage avec sa femme et ses enfants à Los Angeles pour trouver un climat plus agréable que celui du Canada. Là, il découvre une communauté artistique enthousiaste et l'acceptation des critiques d'art, dont l'un d'eux, Anthony Anderson, écrit à son sujet en 1921 :
" . . . M. Rosaire différencie les saisons avec une sûreté de main remarquable, surtout dans ses sujets canadiens. Ici [en Californie], il est plus « réaliste », si je peux utiliser ce mot souvent mal utilisé, bien que dans les subtiles distinctions de son réalisme, il ne relâche jamais son emprise ferme, mais tendre, sur l'idéalisme du poétique… Sa poésie réside d'abord dans le choix de son sujet, ensuite dans la façon dont il le traite. Son sentiment est aussi exquis que sa vue est perçante. Tout cela au Canada, mais pas toujours en Californie, où la gloire de notre soleil l'a ensorcelé à un point tel qu'il ne semble rester que du sentiment - d'où peut-être le tableau qu'il appelle « Émotion poétique ».
Rosaire est actif dans les cercles artistiques de la région et est juge pour le California Art Club et il renoue même son amitié avec William Henry Clapp en 1922. Mais le 26 février 1922, à l'âge de quarante-trois ans, Rosaire contracte une pneumonie et meurt, laissant derrière lui sa femme et ses six enfants[réf. nécessaire].

## Collections
Ses œuvres sont représentées dans les collections publiques suivantes : Musée des beaux-arts du Canada, le Musée des beaux-arts de Montréal, le Musée national des beaux-arts du Québec, le Musée d'art de Joliette, l'Art Gallery of Hamilton, la Confederation Centre Art Gallery, le RiverBrink Art Museum, et le California Art Club.
Les papiers d'Arthur-Dominique Rosaire se trouvent à la Huntington Library, Art Collections & Botanical Gardens, Californie.
En 1996, Katherine Hallingan et Janet Blake écrivent Arthur Dominique Rozaire: Poet With A Brush (West Hollywood, CA : George Stern Fine Arts) sur l'artiste. En 1920-1922, ses œuvres sont incluses dans l’exposition itinérante de la Galerie nationale du Canada intitulée Le Canada et l’impressionnisme : nouveaux horizons.

## Galerie

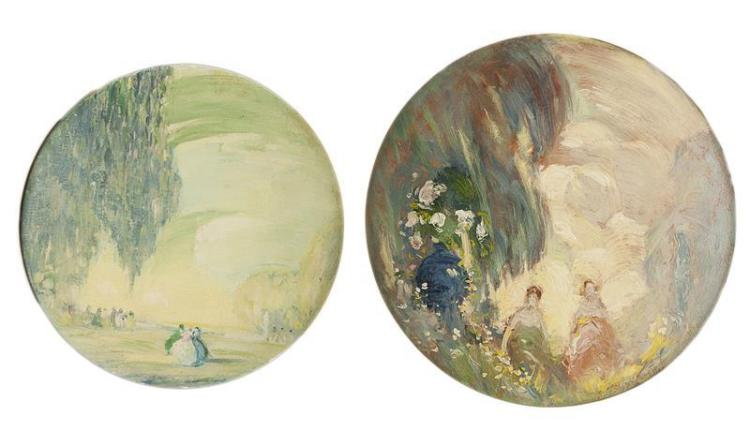
1920
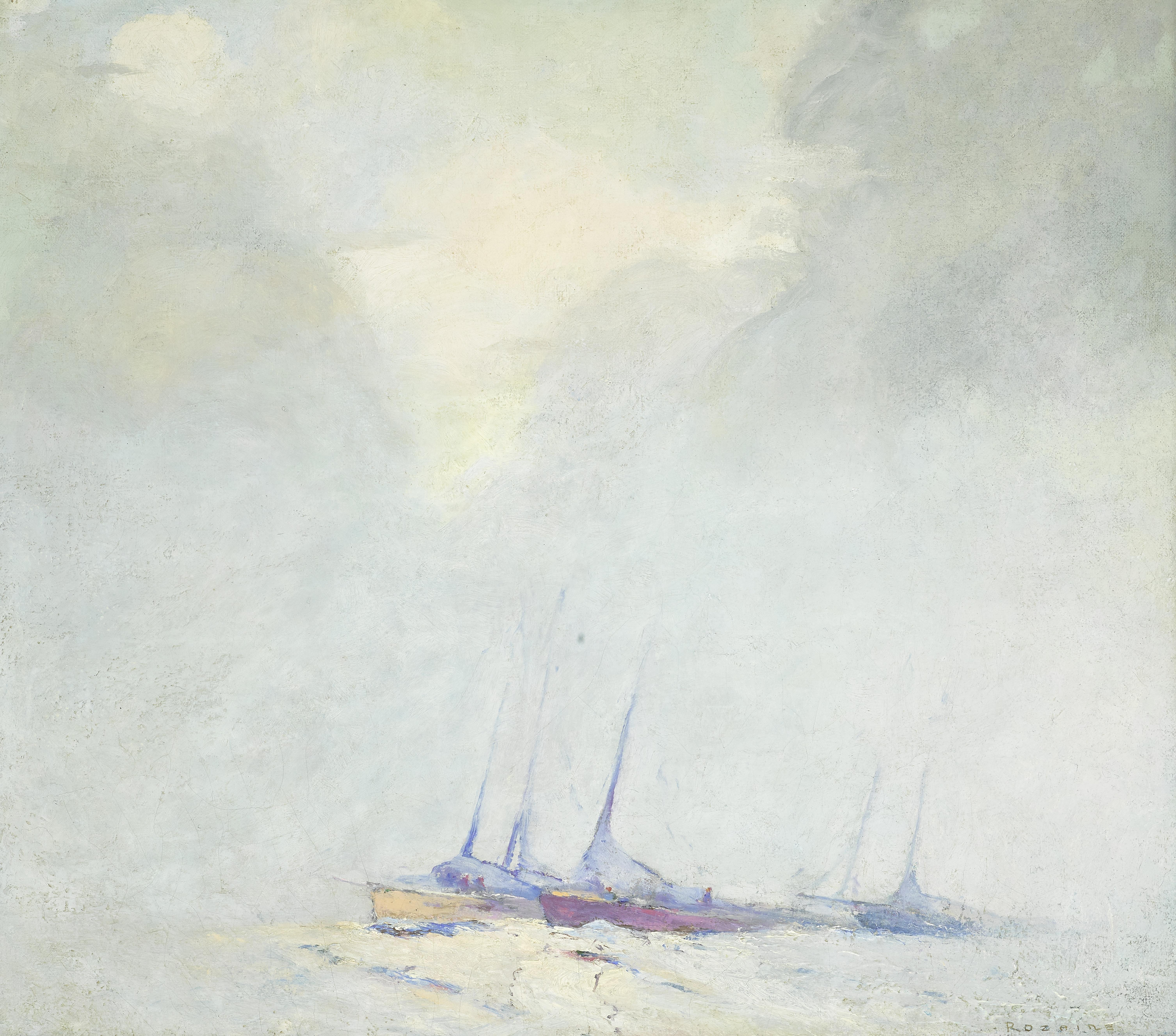
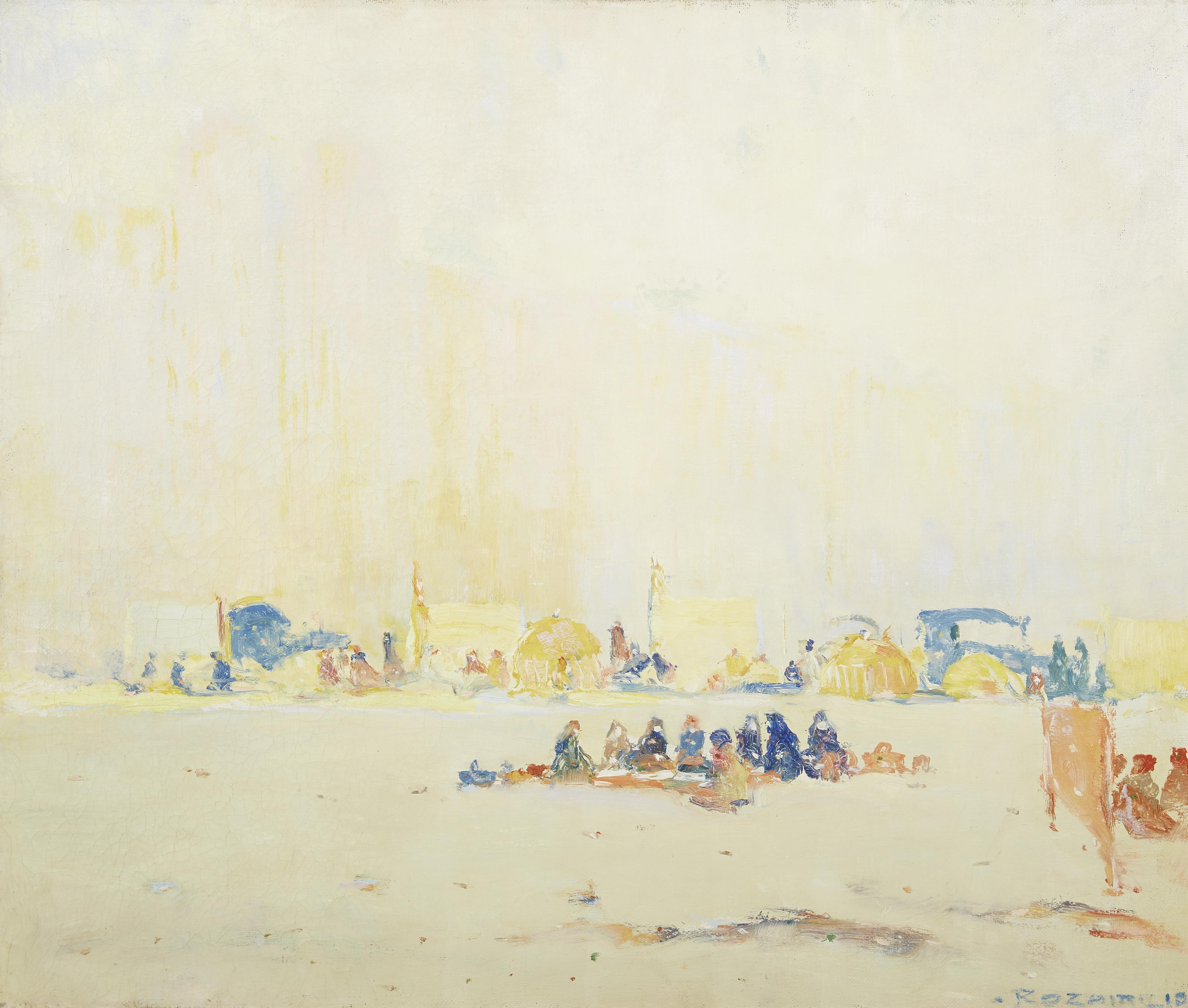
vers 1910
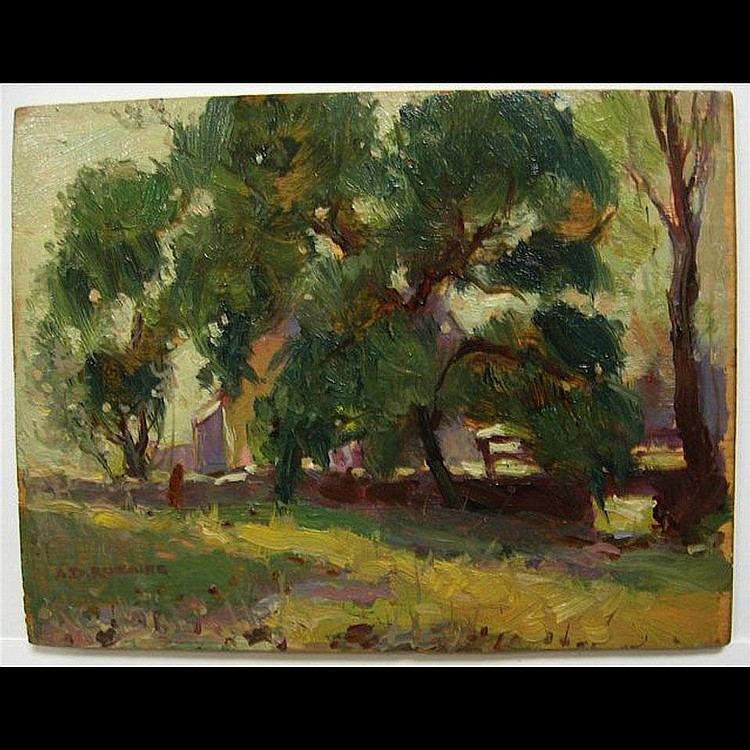
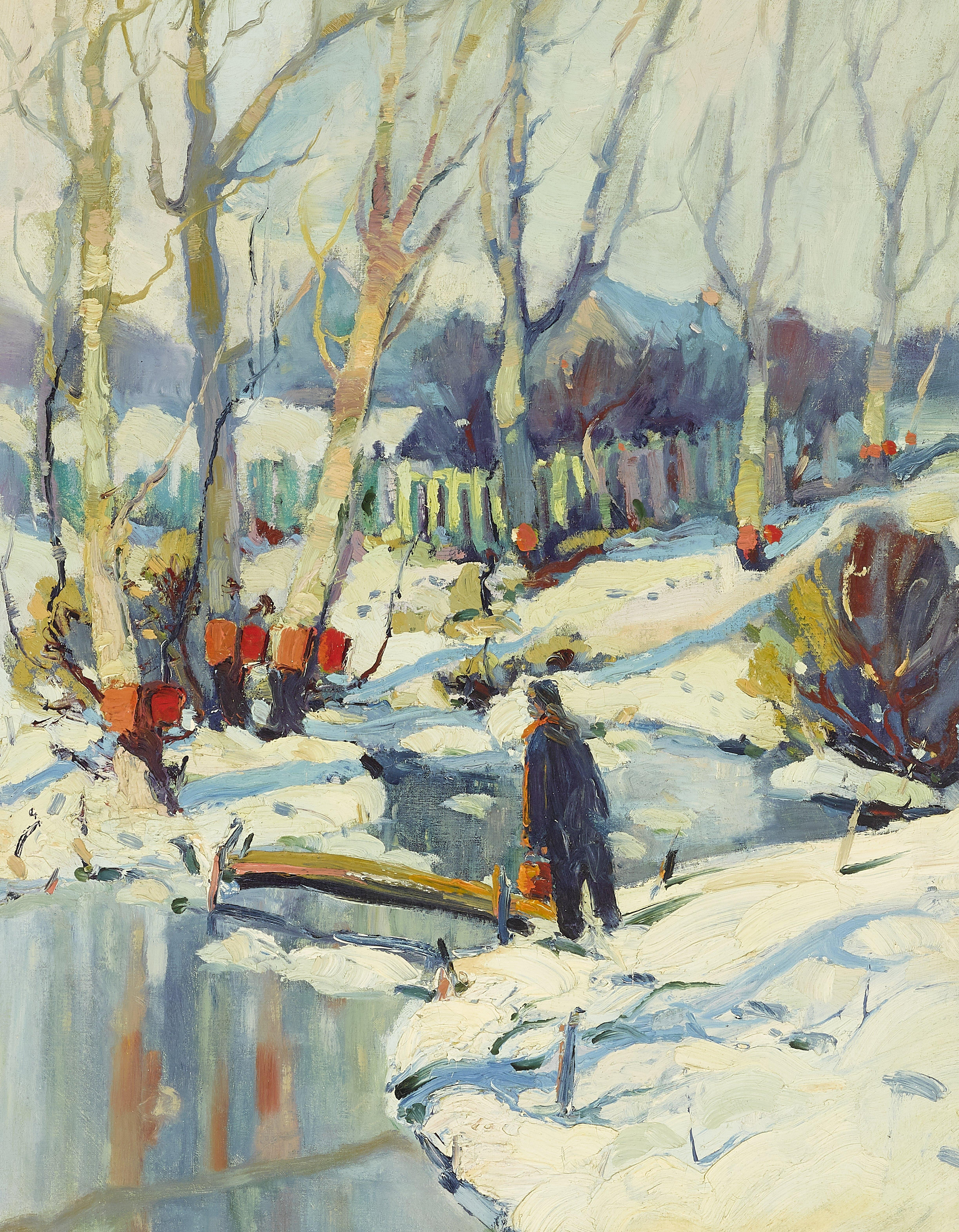
Red Sap Buckets, Canada, vers 1908